# Cataulacus impressus
Cataulacus impressus é uma espécie de formiga do gênero Cataulacus, pertencente à subfamília Myrmicinae.